# Suède aux Jeux olympiques d'été de 1988
La Suède participe aux Jeux olympiques d'été de 1988 à Séoul en Corée du Sud. 185 athlètes suédois, 148 hommes et 37 femmes, ont participé à  compétitions dans  sports. Ils y ont obtenu onze médailles :  quatre d'argent et sept de bronze.

## Médailles
| Médaille | Discipline      | Épreuve                                              | Athlète                                                  | Performance | Date |
| -------- | --------------- | ---------------------------------------------------- | -------------------------------------------------------- | ----------- | ---- |
| Argent   | Natation        | 200 mètres nage libre hommes                         | Anders Holmertz                                          |             |      |
| Argent   | Boxe            | Poids légers (-60 kg)                                | George Cramne                                            |             |      |
| Argent   | Voile           | 470 femmes                                           | Birgitta Bengtsson, Marit Söderström                     |             |      |
| Argent   | Tir             | Pistolet libre 50 m - hommes                         | Ragnar Skanåker                                          |             |      |
| Bronze   | Athlétisme      | Saut en hauteur                                      | Patrik Sjöberg                                           |             |      |
| Bronze   | Boxe            | Poids super-légers (-63,5 kg)                        | Lars Myrberg                                             |             |      |
| Bronze   | Cyclisme        | Contre-la-montre par équipes                         | Michel Lafis, Anders Jarl, Björn Johansson, Jan Karlsson |             |      |
| Bronze   | Lutte           | Lutte gréco-romaine - Poids super-lourds, 100-130 kg | Tomas Johansson                                          |             |      |
| Bronze   | Tennis de table | Simple masculin                                      | Erik Lindh                                               |             |      |
| Bronze   | Tennis          | Simple masculin                                      | Stefan Edberg                                            |             |      |
| Bronze   | Tennis          | Double masculin                                      | Stefan Edberg, Anders Järryd                             |             |      |